# Mars Astrobiology Explorer-Cacher

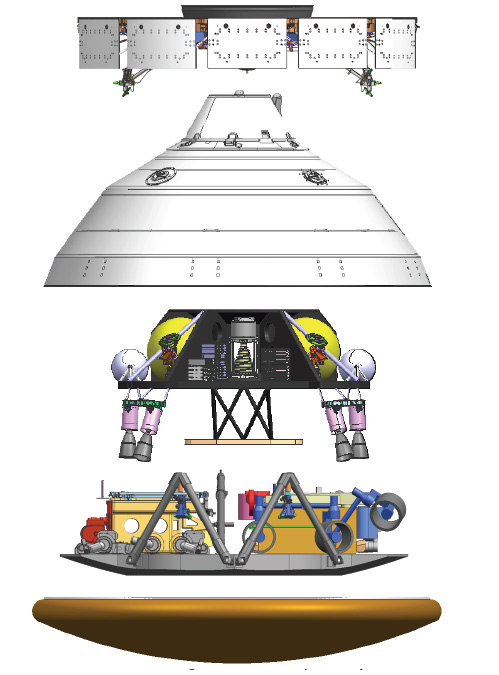
Configuración del rover Exomars con el rover MAX-C

El Mars Astrobiology Explorer-Cacher (MAX-C), también conocido como Mars 2018, fue un concepto de la NASA para una misión a Marte, propuesto para ser lanzado en 2018 junto con el rover europeo ExoMars. La misión MAX-C se canceló en abril de 2011 debido a recortes presupuestarios.
El rover habría sido alimentado por energía solar, con una masa máxima de 300 kg y basado en gran parte en los componentes del rover Curiosity. De hecho, el rover aterrizaría con el sistema Sky-Crane. El rover MAX-C habría realizado una exploración astrobiológica in situ , habría evaluado el potencial de habitabilidad de varios entornos marcianos y habría recogido, documentado y almacenado  muestras para un posible retorno a la Tierra en una misión futura.

## Objetivos
Los objetivos científicos propuestos para esta misión son los siguientes:
- Aterrizar en un sitio que se que representa un alto potencial de habitabilidad y con un alto potencial de conservación

para biofirmas físicas y químicas.
- Evaluar las condiciones paleoambientales.

- Caracterizar el potencial para la preservación de firmas bióticas o prebióticas.
- Estudiar y buscar signos de vida antigua en Marte.

- Recolectar, documentar y empaquetar (de manera adecuada para un posible retorno a la Tierra) las muestras.

- Recorrer 20 km para estudiar materiales geológicos para la obtención de imágenes y la caracterización espectral  utilizando instrumentación del rover.
- Adquirir 19 muestras de roca de unos 10 gramos para su estudio.

## Instrumentos
Los instrumentos propuestos para el rover son los siguientes:
- Instrumentos montados en el mástil o en el cuerpo capaces de analizar el contexto geológico local e identificar los objetivos para una investigación de cerca. (Cámaras y sensores varios)
- Un conjunto de instrumentos montados en el brazo robótico para estudiar rocas.
- Un sistema para recoger y almacenar las muestras para su retorno a la tierra.